# ラルフ・ラングニック
ラルフ・ラングニック（Ralf Rangnick、1958年6月29日 - ）は、ドイツ・バーデン＝ヴュルテンベルク州バックナング出身の元アマチュアサッカー選手、実業家、現サッカー指導者。

## 経歴

### 指導者時代
VfBシュトゥットガルトに在籍するも、プロにはなれなかった。アマチュアのクラブでプレーし、選手兼監督を務めることもあった。1996-97シーズンにはSSVウルム1846を2部に昇格させ、VfBシュトゥットガルトの監督に抜擢された。1999-2000シーズンのドイツ・カップ準優勝、UEFAカップベスト16など結果を残した。

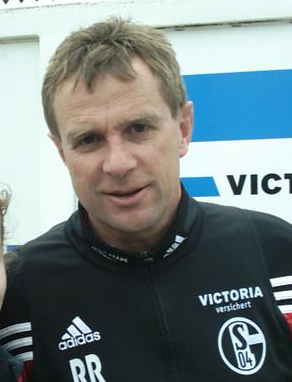
シャルケ04監督時代（2005年）

2001年にハノーファー96の監督に就任すると1部昇格を果たした。2004-05シーズン途中に就任したシャルケ04では就任1年目からリーグ戦2位の成績を残した。しかし、当時のゼネラル・マネージャー、ルディ・アサウアーとの確執が囁かれ、2005-06シーズン終了時の退任を決断していたが、辞任する前の2005年12月12日に解任された。

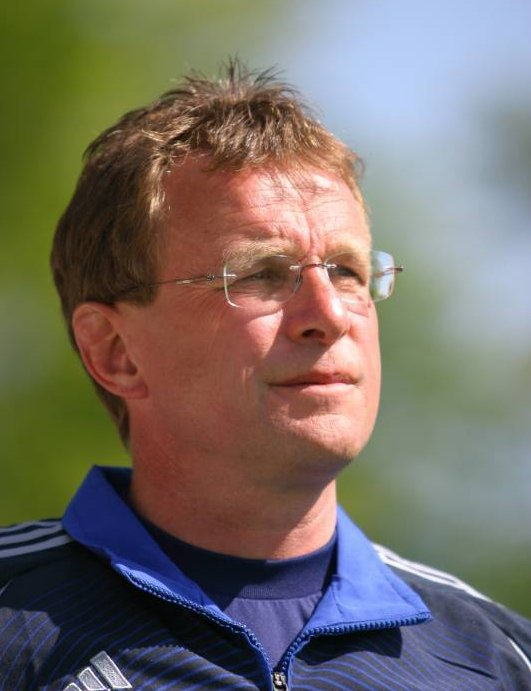
ホッフェンハイム監督時代（2007年）

2006年夏、ディートマー・ホップオーナーの招きでドリッテリーガ（3部）にいたTSG1899ホッフェンハイムの監督に就任し、わずか2年でブンデスリーガ（1部）に昇格させた。その後も、チームの躍進に貢献するも、2011年1月2日、クラブがラングニックの同意なしに、主力選手であったルイス・グスタヴォをバイエルン・ミュンヘンへ売却したことで首脳陣と衝突、ホッフェンハイムの監督を辞任すると発表した。
同年3月17日、ブンデスリーガでの成績不振により解任されたフェリックス・マガトに代わってシャルケ04の監督に復帰することが発表されたが、同年9月22日にバーンアウト(燃え尽き症候群)に陥り、健康上の理由で辞任した。

### レッドブル傘下クラブ・開発スタッフ就任
2012年7月、エナジードリンク『レッドブル』などの販売を手掛けるレッドブル・グループが運営する2つのクラブ、レッドブル・ザルツブルクとRBライプツィヒの統括スポーツディレクターに就任し、指南役として両クラブのために戦術書を作って配り、「タレントに投資してさらに高く売る」という独自の移籍戦略を推し進めた。その戦術の中に「ボール奪取から8秒以内にシュートに持ち込まなければならない」という「8秒ルール」がある。この「ラングニック学校」ともいうべきクラブからロガー・シュミットやアレクサンダー・ツォルニガー、ペーター・ツァイドラーという監督を輩出した。
2015-16シーズンを前にレッドブル・ザルツブルクの仕事を後任に託し、2015年当時ドイツ2部にあったRBライプツィヒのスポーツディレクターとしての仕事に専念しようとしたが、人事において新監督招聘に失敗したため、兼任のまま自らRBライプツィヒの監督に就任し現場に復帰した。監督として迎えた2015-16シーズンは序盤から首位争いを繰り広げ、最終的にSCフライブルクに優勝こそ譲ったものの、2016年5月8日の第33節、カールスルーエSC戦に勝利し、自動昇格となる2位を確定させ、創設8年目にして悲願のブンデスリーガ昇格に導いた。シーズン終了後に新監督としてインゴルシュタット監督であったラルフ・ハーゼンヒュットルの招聘に成功したことから退任し、スポーツディレクター職に専念することになった。

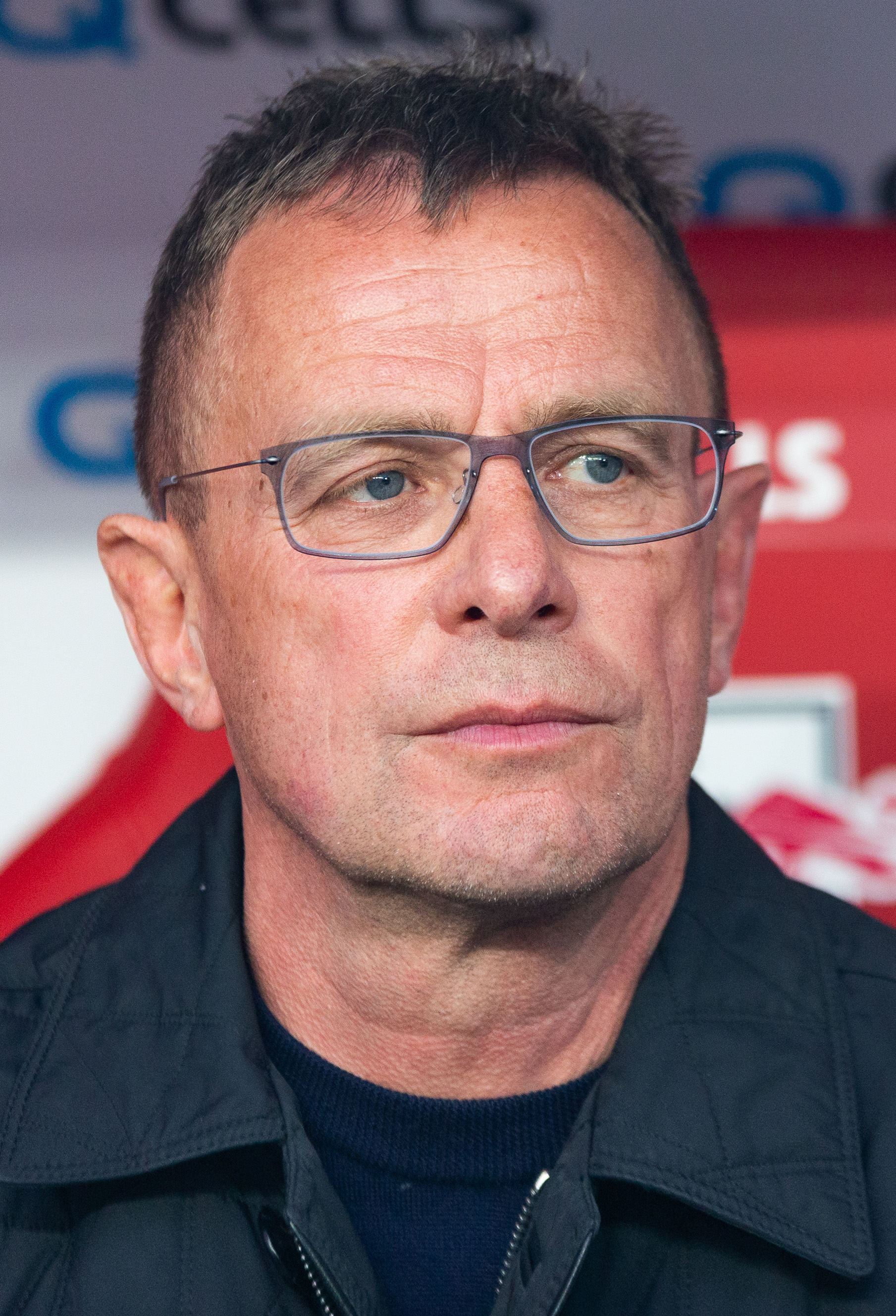
RBライプツィヒ監督時代（2019年）

2018-19シーズン、RBライプツィヒにスポーツディレクター兼任のまま再度現場に復帰。内定している新監督の着任が2019-20シーズンからのため、それまでの1年間を繋ぐ監督を務めると発表。チームはリーグ戦で常に上位をキープし、昨年を上回る3位でUEFAチャンピオンズリーグ出場権を獲得。国内カップ戦DFBポカールでは、決勝まで進出するなどの好成績を収めた。
そして翌シーズンから予定通りユリアン・ナーゲルスマン監督が就任し、自身はまた本来の裏方業務に戻ったが、スポーツディレクターも同時に退任。2019年7月より、レッドブル・グループのサッカー開発部門責任者（Head of Sport and DevelopmentSoccer）に異動し、北米・南米方面の強化担当にも就いた。
2020年7月31日、レッドブル・グループのサッカー開発部門責任者を辞職したことを発表した。今後は監督業復帰の意向と報じられている。

### レッドブル・グループ離脱以降
2020年夏には、ACミラン監督就任も報じられたが、破談に終わり、2021年7月にレッドブル・グループでの経験を生かしたクラブ経営への助言、スタッフ・監督・選手への指導を業務内容とするコンサルティング会社を設立した。7月6日、コンサルティング会社の初仕事としてFCロコモティフ・モスクワの強化責任者に就任したことが発表された。

### マンチェスター・ユナイテッドFC
2021年11月29日、ロコモティフ・モスクワとの契約を解消し、プレミアリーグのマンチェスター・ユナイテッドFCの暫定監督就任が発表された。契約期間は2021-2022シーズン終了までだが、契約終了後はコンサルタントに就任することも同時に発表されている。

### オーストリア代表
2022年4月29日、2021-22シーズン終了後にオーストリア代表の監督に就任することが発表された。マンチェスター・ユナイテッドのコンサルタントと兼任するとしていたが一転して5月29日、マンチェスター・ユナイテッドとの契約を解消。オーストリア代表監督に専念することになった。

## 戦術・ラングニック派
1990年代後半のドイツ国内では3バックとマンマークディフェンスが主流であったが、当時既にラングニックは近代的な4バックとゾーンディフェンスを採用し革新的な戦術家として注目を集めていた。
試合の展開に応じてシステムの修正を行うが、RBライプツィヒ時代には2列目の2人をより中央に寄せて配置した4-2-2-2を使用した。「8秒以内にボールを奪い、10秒以内にゴールへ至る」という本人の言葉通り、ボールを失ったタイミングで激しいプレッシングを仕掛け、高い位置で再びボールを奪取し素早くゴールに迫るという戦術コンセプトを持つ。同じドイツ人監督でハイプレスを用いたユルゲン・クロップと共に「ゲーゲンプレッシングの生みの親」とも称され、ラングニック本人は自身の極端に激しいプレッシング戦術を「エクストリーム・プレッシング」と呼んでいる。2012年にザルツブルク及びライプツィヒのSDに就任して以降、ラングニックは自身のプレッシング戦術を「レッドブル・スタイル」として確立させ、戦術書を作成し傘下クラブに浸透させた。
ラングニックに師事した指導者の中でラングニックの哲学を共有する監督は「ラングニック派」と呼ばれる。ロガー・シュミット、オリバー・グラスナー、ユリアン・ナーゲルスマン、マルコ・ローゼ、アディ・ヒュッターらはラングニック派の代表格とされ、ラングニックに師事した後にドイツのクラブで監督を務めている。

## 指導者成績
2022年9月25日時点
| VfBシュトゥットガルトII             | ドイツの旗       | 1985年7月1日  | 1987年6月30日  | 70  | 28  | 16  | 26  | 040.00 |
| SSVロイトリンゲン                   | ドイツの旗       | 1995年7月1日  | 1996年12月31日 | 51  | 26  | 12  | 13  | 050.98 |
| SSVウルム1846                       | ドイツの旗       | 1997年1月1日  | 1999年3月16日  | 75  | 36  | 18  | 21  | 048.00 |
| VfBシュトゥットガルト               | ドイツの旗       | 1999年5月3日  | 2001年2月23日  | 86  | 36  | 16  | 34  | 041.86 |
| ハノーファー96                      | ドイツの旗       | 2001年7月1日  | 2004年3月7日   | 98  | 44  | 22  | 32  | 044.90 |
| シャルケ04                          | ドイツの旗       | 2004年9月28日 | 2005年12月12日 | 65  | 36  | 15  | 14  | 055.38 |
| TSG1899ホッフェンハイム             | ドイツの旗       | 2006年7月1日  | 2011年1月2日   | 166 | 79  | 43  | 44  | 047.59 |
| シャルケ04                          | ドイツの旗       | 2011年3月21日 | 2011年9月22日  | 23  | 10  | 3   | 10  | 043.48 |
| RBライプツィヒ                      | ドイツの旗       | 2015年5月29日 | 2016年6月30日  | 36  | 21  | 7   | 8   | 058.33 |
| RBライプツィヒ                      | ドイツの旗       | 2018年7月9日  | 2019年6月30日  | 52  | 29  | 13  | 10  | 055.77 |
| マンチェスター・ユナイテッド (暫定) | イングランドの旗 | 2021年12月2日 | 2022年5月22日  | 31  | 11  | 12  | 8   | 035.48 |
| オーストリア                        | オーストリアの旗 | 2022年6月1日  | 現在           | 6   | 1   | 1   | 4   | 016.67 |
| 合計                                | 合計             | 合計          | 合計           | 756 | 356 | 176 | 224 | 047.09 |

## タイトル

### 指導者時代
ウルム
- レギオナルリーガ南部地区 : 1996-97

シュトゥットガルト
- UEFAインタートトカップ : 2000

ハノーファー
- 2. ブンデスリーガ : 2001-02

シャルケ
DFBポカール : 2010-2011
DFLスーパーカップ : 2011
DFBリーガポカール :2005